# Tickellia
Tickellia is een geslacht van vogels uit de familie van de Cettiidae. De wetenschappelijke naam van het geslacht is voor het eerst geldig gepubliceerd in 1861 door Blyth.

## Soorten
De volgende soort is bij het geslacht ingedeeld:
- Tickellia hodgsoni (Moore, F, 1854) – Breedbekboszanger